# Salaga

Salaga är en ort i centrala Ghana. Den är huvudort för distriktet East Gonja, och folkmängden uppgick till 25 302 invånare vid folkräkningen 2010.